# 越廼村

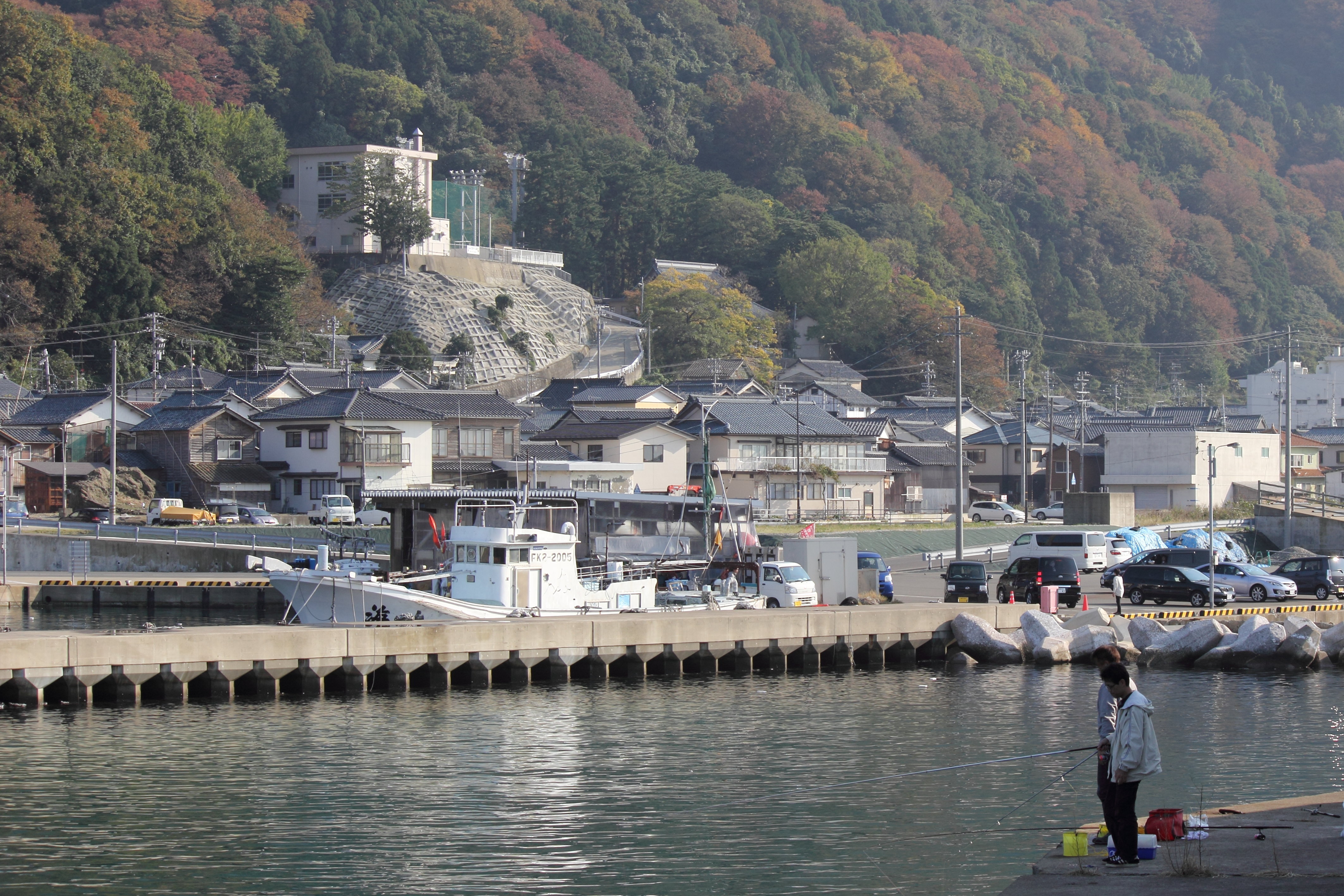
越廼港と越廼村中心部、山の上の越廼小学校

越廼村（こしのむら）は、かつて福井県丹生郡にあった村。
日本海に突き出した越前岬の北側に位置していた。2006年（平成18年）2月1日に福井市へ編入されて廃止された。廃止時点では福井県の市町村で面積最小、人口最少であった。越廼村役場は福井市越廼総合支所となった。2005年（平成17年）国勢調査時の平均年齢は50.5歳だった。

## 地理
海岸に沿った細長い形になっており、海岸は若干砂浜の海水浴場となっている以外は岩場が続く。海岸線から最も奥に入った六所山頂でも4km未満で、暖流が海岸近くを通るため冬も比較的暖かく、積雪量は山を越えて約20km東にある平野部の福井市街と比較すると格段に少ない。村内において北緯36度線と東経136度線が交差する。
山
- 高尾山
- 六所山

### 隣接していた自治体
福井県内の2市町と隣接していた。
- 福井市
- 丹生郡 越前町

## 歴史
- 1889年（明治22年）4月1日 - 町村制の施行により、蒲生浦、茱崎浦及び大味浦の区域をもって、越廼村が発足する。
- 1952年（昭和27年）7月7日 - 越廼村及び下岬村が合併して、改めて越廼村が発足する。
- 2006年（平成18年）2月1日 - 福井市に編入する。

## 行政
- 村長 刀禰麒一（1996年10月から）

## 経済

### 産業
- 主な産業
  - 漁業と魚介類加工・販売が主体。役場周辺の国道沿いには土産店や民宿が軒を連ねる。またスイセンの栽培も行われている。
- 産業人口（2005年国勢調査）
  - 第1次産業就業者数 54人
  - 第2次産業就業者数 285人
  - 第3次産業就業者数 428人

#### 漁業
沿岸の定置網とウニやサザエ、少々沖合のイカなどが水揚げされる。
- 大味漁港
- 茱崎漁港
- 居倉漁港

## 姉妹都市・提携都市

### 国内
- 安八町（岐阜県 安八郡）
  - 2002年7月7日友好提携。村の廃止後も、福井市越廼総合支所を窓口として旧村域との交流事業を継続している。

## 教育

### 中学校
- 越廼村立越廼中学校

### 小学校
- 越廼村立越廼小学校

## 交通

### バス路線
- 京福バス
  - 福井市と越前町の越前岬方面とを結ぶバス路線が村内をほぼ縦断。村役場のある蒲生から福井市街へは福井市の殿下地区を通り、清水町を経て県庁最寄の福井駅前まで1時間足らず。なお、1日1往復のみ越前町役場のある西田中を経由する便がある。

### 道路
- 一般国道
  - 国道305号
  - 上記国道に村内全区間で重複する一般国道：国道365号
- 県道
  - 福井県道6号福井四ヶ浦線

## 娯楽
- 蒲生館 - 映画館

## 名所・旧跡・観光スポット・祭事・催事
- 越前水仙の里公園
- 越廼海水浴場
- 越前加賀海岸国定公園

## 市外局番
越廼村の市外局番は、料金単位区域（福井MA）と同一の範囲を持つ0776で統一されており、以下の区域への通話は市外局番不要かつ市内通話料金が適用される。
- 0776 エリア
  - 福井市、あわら市、吉田郡松岡町、永平寺町、上志比村、坂井郡丸岡町、春江町、坂井町、三国町、丹生郡清水町、越廼村のほぼ全域

なおNTT西日本による級局区分は、2級局である。